# Флореску, Михай
Михай (Михаил) Флореску при рождении Якоби Янку (рум. Mihail Florescu; 28 января 1912, Роман, Королевство Румыния — 25 февраля 2000, Бухарест, Румыния) — политический и государственный деятель Румынии, член Коммунистической партии Румынии (ПКР). Член ЦК ПКР (1955—1989).
инженер-химик, генерал, министр химической промышленности (1952—1957, 1970—1980), министр нефтехимической промышленности (1957—1965), депутат Великого Национального Собрания Румынии (1946—1989). Герой Социалистической Республики Румыния (1971).

## Биография
Еврейского происхождения. С 1930 года изучал химию в Бухарестском университете. В 1934 году получил диплом инженера-химика.
Член нелегальной Румынской рабочей партии, затем Коммунистической партии Румынии (ПКР).
Участник Интернациональных бригад в ходе Гражданской войны в Испании в 1937 году (воевал вместе с Вальтером Романом и Михаем Патричу). После поражения республиканцев остался в Испании на несколько месяцев, был командиром военной группы, дислоцированной в Касса-де-ла-Сельва. Позже перешёл франко-испанскую границу и, начиная с февраля 1940 года, был интернирован в лагере на юге Франции. Бежал и сражался в рядах французского Сопротивления до 1944 года, после чего ему удалось вернуться в Румынию. Входил в состав руководящего комитета Ассоциации бывших румынских добровольцев Испанской республиканской армии, созданной в октябре 1945 г.
При коммунистическом режиме в Румынии занимал различные государственные должности. С 1946 года избирался
депутатом Великого Национального Собрания Румынии. По предложению Георге Георгиу-Деж в июле 1948 года был включен в состав Высшего политического управления армии. Занимал должности заместителя министра в Министерстве металлургии и химической промышленности (1951—1952), министра химической промышленности (1952—1957), а затем министра нефтяной и химической промышленности (1957—1965). В 1965—1968 гг. занимал должность заведующего сектором промышленности ЦК ПКР, после чего был назначен заместителем председателя Экономического совета (1968—1970 гг.), министром химической промышленности (1970—1980), статс-секретарь, вице-президент Национального совета по науке и технике СРР (1980).
Был членом Румынской академии наук и Нью-Йоркской академии наук (с 1955), членом Академии политических и социальных наук (с 1970). Член-корреспондент Румынской академии с 1973 г.
Занимался также плодотворной научной и литературной деятельностью, проводил исследования по проблемам строения и философии материи, в области естественных наук, технических, социальных и философских наук. Автор разработок и применения научных методов, которые способствовали организации и развитию химической промышленности Румынии, особенно развитию нефтехимической промышленности, важнейшей отрасли химической промышленности страны. Занимался развитием буровых и добывающих работ.
Спортсмен. С 1955 по 1982 год —  президент Румынской федерации легкой атлетики.

## Избранные публикации
- Voluntarii (două volume: „Spre Spania” și „Pe Ebrul însângerat”, 1945-1946)
- Momente din mișcarea de rezistență franceză (1946)
- Avântul industriei chimice (1956)
- Industria chimică și petrolieră din România (2 vol., 1970)
- The role of the analytical chemistry in the development of modern chemical industry. Pure and applied chemistry reprint (London, vol. 31, 1971)
- Eficiența economică a cercetării științifice (1972)
- Chimia și valențele ei cu agricultura (1972)
- Materia sau realitatea obiectivă (1972)
- Industria chimică și petrochimică din România (1972)
- Resursele mondiale și limitele lor (1975)
- Dimensiunile cunoașterii  (1977)
- Tendințe în dezvoltarea industriei chimice (1977)
- Metode științifice în dezvoltarea industriei chimice moderne (1979)
- Materie și mișcare (1980)
- Economia mondială - orizont 2000 (1980)
- Cibernetică automatică și informatică în industria chimică (1980)
- Strategia dezvoltării în chimie (1981)
- Cibernetică (1981)
- Modelarea și simularea asistate pe calculator în industria petrolieră (1986)